# Maison Claessens
La maison Claessens  (en néerlandais : Burgerhuis ou Huis Claessens) est un immeuble réalisé par l'architecte Jacques De Weerdt dans le style Art nouveau à Anvers en Belgique (région flamande).

## Histoire
La maison a été construite en 1911 pour Monsieur Claessens par Jacques De Weerdt. Cette habitation est un des derniers immeubles de style Art nouveau que réalise l'architecte anversois.

## Situation
Cette maison se situe au no 47 de Velodroomstraat, une artère résidentielle du quartier de Zurenborg à Berchem au sud-est d'Anvers qui est parallèle à Cogels-Osylei, la rue la plus représentative du style Art nouveau anversois.

## Description
La façade de la maison compte trois niveaux (deux étages) et deux travées asymétriques. La travée de gauche où se trouve la porte d'entrée est la plus étroite et présente une légère avancée. La façade est construite en brique blanche sur un haut soubassement en moellons de pierre calcaire brut et la présence de plusieurs bandeaux de pierre bleue. Le soubassement compte une importante baie à deux meneaux de pierre formant un arc outrepassé. Le rez-de-chaussée possède trois baies d'imposte en arc en plein cintre dessinant trois oculus. Au premier étage de la travée de droite, se trouve une baie à deux meneaux formant un arc outrepassé rappelant la baie du soubassement. Cette baie est précédée d'un petit balcon à base rectangulaire reposant sur deux consoles de pierre prenant appui sur les clés de voûte des baies du dessous. Au second et dernier étage de la travée de droite, on peut voir quatre baies rectangulaires à meneaux de pierre. La plupart des baies possèdent des appuis de fenêtre avec larmiers.

## Source et photo
- (nl) https://inventaris.onroerenderfgoed.be/erfgoedobjecten/215592